# Sewen
Sewen là một xã trong vùng Grand Est, thuộc tỉnh Haut-Rhin, quận Thann (quận), tổng Masevaux. Tọa độ địa lý của xã là 47° 48' vĩ độ bắc, 06° 54' kinh độ đông. Sewen nằm trên độ cao trung bình là 500 mét trên mặt nước biển, có độ cao thấp nhất là 483 mét và độ cao nhất là 1.242 mét. Xã có diện tích 21,5 km², dân số vào thời điểm 1999 là 530 người; mật độ dân số là 24 người/km². Sewen nằm dưới chân núi Ballon d'Alsace.

## Thông tin nhân khẩu
| 1962 | 1968 | 1975 | 1982 | 1990 | 1999 |
| ---- | ---- | ---- | ---- | ---- | ---- |
| 586  | 604  | 552  | 516  | 539  | 530  |